# Partecipanti al Giro del Delfinato 2024
Elenco dei partecipanti al Giro del Delfinato 2024.
Il Giro del Delfinato 2024 è stata la settantaseiesima edizione della corsa. Alla competizione presero parte ventidue squadre: le diciotto con licenza UCI World Tour 2024 e quattro UCI ProTeam.
Ciascuna delle squadre è composta da sette ciclisti, per un totale di 154 ciclisti accreditati alla partenza.

## Corridori per squadra
Nota: R ritirato, NP non partito, FT fuori tempo, SQ squalificato
| Team Visma-Lease a Bike   | Team Visma-Lease a Bike   | Team Visma-Lease a Bike   | UAE Team Emirates     | UAE Team Emirates     | UAE Team Emirates     | Decathlon AG2R La Mondiale Team | Decathlon AG2R La Mondiale Team | Decathlon AG2R La Mondiale Team |
| ------------------------- | ------------------------- | ------------------------- | --------------------- | --------------------- | --------------------- | ------------------------------- | ------------------------------- | ------------------------------- |
| N°                        | Ciclista                  | Clas.                     | N°                    | Ciclista              | Clas.                 | N°                              | Ciclista                        | Clas.                           |
| 1                         | Sepp Kuss                 | NP8ª                      | 11                    | Juan Ayuso            | NP6ª                  | 21                              | Bruno Armirail                  | 28°                             |
| 2                         | Tiesj Benoot              | 33°                       | 12                    | Igor Arrieta          | 37°                   | 22                              | Sam Bennett                     | 92°                             |
| 3                         | Koen Bouwman              | 34°                       | 13                    | Nils Politt           | 49°                   | 23                              | Clément Berthet                 | R 7ª                            |
| 4                         | Matteo Jorgenson          | 2°                        | 14                    | Pavel Sivakov         | R 8ª                  | 24                              | E. Boasson Hagen                | 85°                             |
| 5                         | Steven Kruijswijk         | R 5ª                      | 15                    | Marc Soler            | 17°                   | 25                              | Dorian Godon                    | 55°                             |
| 6                         | Bart Lemmen               | 30°                       | 16                    | Michael Vink          | 74°                   | 26                              | Oliver Naesen                   | 80°                             |
| 7                         | Dylan van Baarle          | R 5ª                      | 17                    | Tim Wellens           | 45°                   | 27                              | Nicolas Prodhomme               | 27°                             |
| Bora-Hansgrohe            | Bora-Hansgrohe            | Bora-Hansgrohe            | Soudal Quick-Step     | Soudal Quick-Step     | Soudal Quick-Step     | Lidl-Trek                       | Lidl-Trek                       | Lidl-Trek                       |
| N°                        | Ciclista                  | Clas.                     | N°                    | Ciclista              | Clas.                 | N°                              | Ciclista                        | Clas.                           |
| 31                        | Primož Roglič             | 1°                        | 41                    | Remco Evenepoel       | 7°                    | 51                              | Giulio Ciccone                  | 8°                              |
| 32                        | Nico Denz                 | 91°                       | 42                    | Antoine Huby          | R 7ª                  | 52                              | Tao Geoghegan Hart              | NP7ª                            |
| 33                        | Marco Haller              | 94°                       | 43                    | James Knox            | 77°                   | 53                              | Ryan Gibbons                    | NP8ª                            |
| 34                        | Jai Hindley               | 20°                       | 44                    | Mikel Landa           | 10°                   | 54                              | Alex Kirsch                     | R 6ª                            |
| 35                        | Bob Jungels               | 40°                       | 45                    | Gianni Moscon         | 88°                   | 55                              | Mads Pedersen                   | 61°                             |
| 36                        | Matteo Sobrero            | 38°                       | 46                    | Casper Pedersen       | 87°                   | 56                              | Toms Skujiņš                    | R 8ª                            |
| 37                        | Aleksandr Vlasov          | 6°                        | 47                    | Ilan Van Wilder       | R 7ª                  | 57                              | Carlos Verona                   | 41°                             |
| Uno-X Mobility            | Uno-X Mobility            | Uno-X Mobility            | Bahrain Victorious    | Bahrain Victorious    | Bahrain Victorious    | Groupama-FDJ                    | Groupama-FDJ                    | Groupama-FDJ                    |
| N°                        | Ciclista                  | Clas.                     | N°                    | Ciclista              | Clas.                 | N°                              | Ciclista                        | Clas.                           |
| 61                        | Odd Christian Eiking      | NP6ª                      | 71                    | Santiago Buitrago     | 11°                   | 81                              | David Gaudu                     | 15°                             |
| 62                        | Idar Andersen             | R 8ª                      | 72                    | Kamil Gradek          | NP6ª                  | 82                              | Kevin Geniets                   | 44°                             |
| 63                        | Markus Hoelgaard          | 51°                       | 73                    | Jack Haig             | 16°                   | 83                              | Romain Grégoire                 | 26°                             |
| 64                        | Ådne Holter               | R 5ª                      | 74                    | Rainer Kepplinger     | NP6ª                  | 84                              | Valentin Madouas                | 42°                             |
| 65                        | Andreas Leknessund        | 54°                       | 75                    | Jasha Sütterlin       | NP6ª                  | 85                              | Quentin Pacher                  | 52°                             |
| 66                        | Magnus Cort Nielsen       | 53°                       | 76                    | Antonio Tiberi        | NP3ª                  | 86                              | Rémy Rochas                     | R 5ª                            |
| 67                        | Anders Skaarseth          | NP 7ª                     | 77                    | Fred Wright           | 66°                   | 87                              | Clément Russo                   | NP7ª                            |
| Ineos Grenadiers          | Ineos Grenadiers          | Ineos Grenadiers          | Cofidis               | Cofidis               | Cofidis               | Movistar Team                   | Movistar Team                   | Movistar Team                   |
| N°                        | Ciclista                  | Clas.                     | N°                    | Ciclista              | Clas.                 | N°                              | Ciclista                        | Clas.                           |
| 91                        | Carlos Rodríguez          | 4°                        | 101                   | Guillaume Martin      | 19°                   | 111                             | Davide Formolo                  | 36°                             |
| 92                        | Jonathan Castroviejo      | 56°                       | 102                   | Kenny Elissonde       | R 7ª                  | 112                             | Iván García Cortina             | R 7ª                            |
| 93                        | Laurens De Plus           | 5°                        | 103                   | Gorka Izagirre        | 84°                   | 113                             | Oier Lazkano                    | 9°                              |
| 94                        | Omar Fraile               | 43°                       | 104                   | Jonathan Lastra       | 58°                   | 114                             | Gregor Mühlberger               | 48°                             |
| 95                        | Michał Kwiatkowski        | 32°                       | 105                   | Axel Mariault         | R 5ª                  | 115                             | Antonio Pedrero                 | R 8ª                            |
| 96                        | Joshua Tarling            | 46°                       | 106                   | Hugo Toumire          | NP7ª                  | 116                             | Javier Romo                     | 12°                             |
| 97                        | Ben Turner                | 76°                       | 107                   | Oliver Knight         | R 7ª                  | 117                             | Iván Sosa                       | R 7ª                            |
| Team DSM-Firmenich PostNL | Team DSM-Firmenich PostNL | Team DSM-Firmenich PostNL | Arkéa-B&B Hotels      | Arkéa-B&B Hotels      | Arkéa-B&B Hotels      | Lotto Dstny                     | Lotto Dstny                     | Lotto Dstny                     |
| N°                        | Ciclista                  | Clas.                     | N°                    | Ciclista              | Clas.                 | N°                              | Ciclista                        | Clas.                           |
| 121                       | Warren Barguil            | 22°                       | 131                   | Cristián Rodríguez    | R 7ª                  | 141                             | Andreas Kron                    | R 6ª                            |
| 122                       | Romain Combaud            | 89°                       | 132                   | C. Champoussin        | NP8ª                  | 142                             | Logan Currie                    | NP7ª                            |
| 123                       | Alex Edmondson            | R 1ª                      | 133                   | Thibault Guernalec    | 70°                   | 143                             | Arjen Livyns                    | 73°                             |
| 124                       | Enzo Leijnse              | 86°                       | 134                   | Laurens Huys          | R 5ª                  | 144                             | Milan Menten                    | R 5ª                            |
| 125                       | Emīls Liepiņš             | R 7ª                      | 135                   | Mathis Le Berre       | 78°                   | 145                             | Mathijs Paasschens              | 75°                             |
| 126                       | Niklas Märkl              | 82°                       | 136                   | Florian Sénéchal      | R 8ª                  | 146                             | Eduardo Sepúlveda               | 18°                             |
| 127                       | Martijn Tusveld           | 57°                       | 137                   | Clément Venturini     | 71°                   | 147                             | Jonas Gregaard                  | 62°                             |
| EF Education-EasyPost     | EF Education-EasyPost     | EF Education-EasyPost     | Intermarché-Wanty     | Intermarché-Wanty     | Intermarché-Wanty     | Team Jayco AlUla                | Team Jayco AlUla                | Team Jayco AlUla                |
| N°                        | Ciclista                  | Clas.                     | N°                    | Ciclista              | Clas.                 | N°                              | Ciclista                        | Clas.                           |
| 151                       | Neilson Powless           | R 7ª                      | 161                   | Louis Meintjes        | 14°                   | 171                             | Chris Harper                    | NP4ª                            |
| 152                       | Owain Doull               | 59°                       | 162                   | Vito Braet            | R 8ª                  | 172                             | Davide De Pretto                | 72°                             |
| 153                       | Lukas Nerurkar            | NP 6ª                     | 163                   | Kobe Goossens         | NP6ª                  | 173                             | Luke Durbridge                  | NP5ª                            |
| 154                       | Sean Quinn                | 39°                       | 164                   | Hugo Page             | 93°                   | 174                             | Chris Juul Jensen               | NP7ª                            |
| 155                       | Darren Rafferty           | 29°                       | 165                   | Tom Paquot            | NP8ª                  | 175                             | Jan Maas                        | 68°                             |
| 156                       | Jonas Rutsch              | 60°                       | 166                   | Adrien Petit          | R 3ª                  | 176                             | Blake Quick                     | NP7ª                            |
| 157                       | Harry Sweeny              | NP6ª                      | 167                   | Georg Zimmermann      | 50°                   | 177                             | Callum Scotson                  | 13°                             |
| Alpecin-Deceuninck        | Alpecin-Deceuninck        | Alpecin-Deceuninck        | Astana Qazaqstan Team | Astana Qazaqstan Team | Astana Qazaqstan Team | Israel-Premier Tech             | Israel-Premier Tech             | Israel-Premier Tech             |
| N°                        | Ciclista                  | Clas.                     | N°                    | Ciclista              | Clas.                 | N°                              | Ciclista                        | Clas.                           |
| 181                       | Lars Boven                | R 3ª                      | 191                   | Lorenzo Fortunato     | 31°                   | 201                             | Chris Froome                    | 81°                             |
| 182                       | Tobias Bayer              | 79°                       | 192                   | Anthon Charmig        | R 7ª                  | 202                             | Jakob Fuglsang                  | 24°                             |
| 183                       | Juri Hollmann             | 65°                       | 193                   | Michele Gazzoli       | 90°                   | 203                             | Derek Gee                       | 3°                              |
| 184                       | Xandro Meurisse           | 47°                       | 194                   | Anton Kuzmin          | 69°                   | 204                             | Mason Hollyman                  | R 7ª                            |
| 185                       | Jason Osborne             | 63°                       | 195                   | Ide Schelling         | R 8ª                  | 205                             | Hugo Houle                      | 64°                             |
| 186                       | Jensen Plowright          | R 8ª                      | 196                   | Harold Tejada         | NP8ª                  | 206                             | Krists Neilands                 | 25°                             |
| 187                       | Luca Vergallito           | 67°                       | 197                   | Santiago Umba         | NP7ª                  | 207                             | Dylan Teuns                     | 21°                             |
| Q36.5 Pro Cycling Team    |                           |                           |                       |                       |                       |                                 |                                 |                                 |
| N°                        | Ciclista                  | Clas.                     |                       |                       |                       |                                 |                                 |                                 |
| 211                       | Mark Donovan              | R 8ª                      |                       |                       |                       |                                 |                                 |                                 |
| 212                       | Filippo Conca             | R 7ª                      |                       |                       |                       |                                 |                                 |                                 |
| 213                       | Alessandro Fancellu       | 35°                       |                       |                       |                       |                                 |                                 |                                 |
| 214                       | Carl Fredrik Hagen        | 23°                       |                       |                       |                       |                                 |                                 |                                 |
| 215                       | Tobias Ludvigsson         | R 8ª                      |                       |                       |                       |                                 |                                 |                                 |
| 216                       | Nicolò Parisini           | 83°                       |                       |                       |                       |                                 |                                 |                                 |
| 217                       | James Whelan              | R 1ª                      |                       |                       |                       |                                 |                                 |                                 |